# Orthotrichum lewinskyae
Orthotrichum lewinskyae är en bladmossart som beskrevs av F. Lara, Garilleti, Mazimpaka in Garilleti, F. Lara och Vicente Mazimpaka 1997. Orthotrichum lewinskyae ingår i släktet hättemossor, och familjen Orthotrichaceae. Inga underarter finns listade i Catalogue of Life.